# Grad Sevnica
Grad Sevnica je srednjeveški grad, ki stoji na razglednem griču nad starim mestnim jedrom Sevnice.

## Zgodovina gradu
Prvič je bil Grad Sevnica omenjen v salzburškem urbarju za Brežice in Sevnico leta 1309 kot »castellum« Lichtenwald. V njem je bil v tem času sedež sevniškega urada salzburške nadškofije, ki je imela v lasti posavsko ozemlje od leta 1043. O nastanku gradu ni znano nič, najverjetneje pa je bil zgrajen v času salzburškega nadškofa Konrada I. (1106-1147), ki je po uničujočih ogrskih vpadih v 10. stoletju in v začetku 12. stoletja intenzivno obnavljal in koloniziral Posavje. Tudi o videzu gradu v tem času podatkov. Edini ohranjeni element iz tega obdobja je del stolpa, ki je danes vključen v vzhodno stanovanjsko krilo gradu. Stolp najverjetneje ni stal samostojno, po debelini njegovih zidov (2,6 m) pa lahko sklepamo, da je prvotno segal v višino štirih ali petih etaž.
Sedež urada salzburške nadškofije je bil v gradu vse do leta 1479, ko je bil imenovan za salzburškega nadškofa Bernard Rohr, ki je bil v sporu s cesarjem Friderikom III.; prišlo je do vojne, ki je trajala več kot desetletje. Rohr si je za zaveznika pridobil ogrsko-hrvaškega kralja Matijo Korvina (1458-1490), ki je bil že pred tem v sporu s Friderikom zaradi ogrske krone. Korvinu je Rohr prepustil v varstvo svoje koroške, podravske in posavske gradove. Kmalu po Korvinovi smrti je sevniški grad z bratislavskim mirom leta 1491 prišel v cesarske roke. Novi cesar Maksimilijan I. Habsburški pa ga je leta 1494 zopet vrnil salzburški nadškofiji. Odtlej je bil v rokah različnih oskrbnikov.
Viktor Tiller v svojem priročniku »Sevnica in okolica« iz leta 1938 omenja, da je bil grad v tem času s podzemnim hodnikom povezan s Spodnjim gradom, ki še danes stoji na Glavnem trgu v Sevnici. Hodnik naj bi prebivalci uporabljali kot skrivališče pred Turki. Vendar o obstoju tega hodnika ni nikakršnih zgodovinsko zanesljivih virov, zato moramo to zgodbo prištevati k legendam, sicer pa tudi ni znano, da bi Turki sploh kdaj bili v Sevnici.
Sredi 16. stoletja je bila na jugovzhodnem pobočju grajskega hriba zgrajena Lutrovska klet. Zanesljivih podatkov o njenem nastanku ni, zato lahko čas njene gradnje opredelimo le po arhitekturi. Čeprav po zunanjosti stavba spominja na preprosto gospodarsko poslopje, je bila že ob nastanku zagotovo namenjena kultnim potrebam kot skrivna luteranska molilnica. Kdo je dal zgraditi luteransko molilnico na grajskem zemljišču, ni znano. Ob tem se zastavlja vprašanje, ali je bil kateri od grajskih oskrbnikov protestant. Vendar je v župnijski cerkvi v Sevnici ohranjen nagrobnik iz družinske grobnice grajskega oskrbnika Oswalda Geriacherja, ki je umrl 2. junija 1575. Nagrobnik upodablja pokojnika z ženo Dorotejo, klečeča pred razpelom. Te vrste motiv je značilen za luteranske nagrobnike, medtem ko katoliki dajejo prednost svojemu svetniku patronu. Prepričanje, da je odrešitev človeštvu omogočena po zaslugi Kristusove smrti na križu, sodi med temelje luteranske religije. Grajski oskrbnik Geriacher je bil torej zagotovo protestant in najverjetneje je on zgradil Lutrovsko klet. Zelo pomembna je pri Lutrovski kleti notranja poslikava, ki jo po slogu tudi lahko datiramo v drugo polovico šestnajstega stoletja in je eden največjih in redko ohranjenih slikarskih spomenikov tega časa na Slovenskem. Treba je omeniti, da je najpomembnejši slovenski protestant, Primož Trubar, od leta 1530 do 1542 služboval kot župnik v župniji sv. Helene v Loki pri Zidanem Mostu. Vendar v tem času Lutrovska klet še zagotovo ni obstajala, zato je povezovanje Trubarja s tem objektom sporno. Najverjetneje pa drži domneva, da je sem vsaj občasno zahajal Jurij Dalmatin, ki je bil doma iz Krškega.
Na zgodovinskem prizorišču se sevniški grad pojavi tudi v času hrvaško-slovenskega kmečkega upora leta 1573. Ilija Gregorič, ki je z okrog šeststo puntarji prodiral po levem bregu reke Save od Vidma proti Radečam in Celju, je petega februarja prispel v Sevnico. Zakupnik gradu je bil tedaj baron Boltežar Lamberg, ki je puntarje pogostil s hrano in pijačo. Na ta način je grad obvaroval pred uničenjem, vendar pa se njegova taktika ne bi mogla obnesti, če se ne bi že poprej izkazal kot prijazen gospodar do svojih kmetov.
Razvoj grajske stavbe pri Gradu Sevnica do leta 1595 ni poznan, zato tudi ne moremo ničesar vedeti o videzu gradu, ko ga je tega leta kupil Inocenc Moscon. Družina Moscon je bila italijanskega porekla in si je s spretnim trgovanjem ustvarila veliko premoženje, v lasti je imela gradove: Krško, Podsreda, Ortnek, Pišece … Zadeve okoli nakupa sevniškega gradu pa so se zapletle in sprevrgle v dolgoletno pravdanje. Grad je naposled po razrešitvi spora leta 1637 še naprej ostal v lasti salzburške nadškofije, Mosconi in njihovi dediči pa so ga odtlej uživali kot dedni fevd, za katerega so morali plačevati najemnino. Inocenc Moscon je dal s prezidavami med letoma 1595 in 1597 gradu njegovo današnjo poznorenesančno podobo, spremenil ga je v sodobno in udobno bivališče, edino stari srednjeveški stolp je ostal nedotaknjen in se je še vedno dvigal nad vzhodnim stanovanjskim krilom. Lutrovsko klet pa je Inocenc spremenil v svojo grobnico, v kateri je skupaj z ženo Ano tudi pokopan.
V lasti salzburške nadškofije je grad ostal vse do leta 1803, v tem času je z dedovanjem prešel leta 1675 kot dedni fevd na Turjaške (Auersperge), od teh 1688 na Draškoviče, potem 1725 zopet nazaj na Turjaške in 1769 na Kegleviče.
Ena izmed fresk v cerkvi Sv Lovrenca v vasi Žabjek prikazuje požar pri sevniškem gradu med neko nevihto leta 1778, katerega je zanetil udar strele v obrambni stolp, ki se je nahajal zahodno od gradu. To je poslednja ohranjena upodobitev gradu s srednjeveškim stolpom, ki se dviguje nad preostalo zgradbo. Stolp je bil najverjetneje izravnan z vzhodnim stanovanjskim krilom kmalu po požaru.
Junija 1790, ko je zaradi razveljavitve nekaterih jožefinskih reform ob Savi izbruhnil kmečki upor, so uporniki zasedli grad in lastnika prislili, da se je odpovedal tlaki in dajatvam.
Besnenje atmosferskih elementov na območju Sevnice so viri zabeležili tudi 26. junija 1801, ko je uničujoče neurje z orkanskim vetrom in točo povsem opustošilo to območje, pri Gradu Sevnica pa razbilo vsa okna na grajskem poslopju, razkrilo dva vogalna stolpa in neko gospodarsko poslopje, pri čemer sta bila tudi smrtno ranjena dva človeka.
Tega istega leta je bil od 2. februarja do 7. maja na območju Sevnice stacioniran tako imenovani nemški pehotni polk pod poveljstvom polkovnika Duranda. Mlad narednik Johann Michael Fischer, po poreklu iz Malterdingna na Badenskem, je tu zagrešil umor in je bil, po obsodbi na procesu v Gradu Sevnica, 12. marca 1801 vpričo celotnega polka ustreljen.
Dobri dve leti kasneje, 1. junija 1803, je postal lastnik Gradu Sevnica Johann Händl pl. Rebenburg, ki je preuredil predvsem njegovo okolico. Znižal je obzidje, zasul grajske jarke, v okolici gradu je zasadil park, na južnem pobočju grajskega hriba pa je uredil terase in zasadil trte. Med prebivalci Sevnice so se ohranile legende o plemenitosti in dobrosrčnosti graščaka Händla, ter o njegovem čudovitem renesančno-baročnem parku. Ohranjen pa je tudi franciscejski kataster iz leta 1825, ki prikazuje tloris gradu in parka.
V 19. stoletju je bilo izvedenih tudi nekaj sprememb pri Lutrovski kleti. Še dandanes se na pročelju tega objekta nahajajo kamniti nosilci, ti so najverjetneje nekoč služili za oporo pergoli ali prislonjenemu hodniku. Kdaj je bila ta pergola odstranjena, je nemogoče ugotoviti. V devetnajstem stoletju pa so na te nosilce naslonili ostrešje vinske kleti, ki so jo zgradili na dvorišču.
V drugi polovici devetnajstega stoletja je grad zamenjal več lastnikov, izmed teh bi še omenil dr. Karla Aussererja, ki je grad kupil leta 1880 in je dal po severnem pobočju grajskega hriba zgraditi cesto na grad.
Od leta 1910 do 1945 je bila lastnica gradu grofica Matilda Arco Zinneberg. V gradu je bilo tedaj še zelo veliko dragocenosti in starin. Tudi o tej grofici in bajni grajski opremi, ki naj bi jo posedovala, so se med krajani Sevnice ohranile številne legende. Lutrovska klet je bila v tem času ponovno uporabljena kot grobnica, v njej sta bila pokopana grofičin mož Artur Tränkel in njuna hči Kitty. Med drugo svetovno vojno se je grofica odselila v Italijo, za grad z vsemi dragocenostmi vred pa je med vojno skrbela oskrbnica.
Po vojni je bil grad nacionaliziran, dragocena grajska oprema, ki je dočakala konec vojne popolnoma nedotaknjena, se je porazgubila, v gradu pa so nastanili siromašne družine, ki so tudi doprinesle svoj delež k uničevanju imetja. Park v okolici gradu je bil popolnoma zanemarjen, s trtami pa se nihče več ni ubadal, tudi vinska klet zraven Lutrovske kleti ni bila več potrebna in je bila odstranjena. V šestdesetih letih se je začel odnos do tovrstne kulturne dediščine počasi spreminjati. Siromašne družine so tedaj začeli postopoma izseljevati iz gradu in ta je začel dobivati novo vsebino. Zbudila se je tudi zavest o pomembnosti Lutrovske kleti in med letoma 1963 in 1973 so bile prenovljene freske, ki prikazujejo prizore iz Svetega pisma in so danes največji okras in dragocenost te stavbe. V šestdesetih letih so začeli odkrivati tudi stensko poslikavo v jugovzhodnem stolpu gradu, ki prikazuje galantne prizore z motiviko štirih letnih časov, njen nastanek pa je umetnostni zgodovinar Ivan Komelj datiral v čas pred letom 1700, tudi te freske so bile med letoma 1977 in 1979 restavrirane.

## Grad Sevnica danes
Pod odpadajočim ometom zunanje stene vzhodnega stanovanjskega trakta so prepoznavne za poznoromanski slog gradnje značilne ogelnike, ki so sled najzgodnejšega, srednjeveškega obdobja tega gradu. Ko vstopamo v grad, nas nemški napis v gotici nad vhodnim portalom, ki pravi, da potrpežljivost premaga vse, spomni na čas, ko je Inocenc Moscon v tem izreku iskal oporo med neskončnim pravdanjem za priznanje lastništva gradu, na katerega podobi je zapustil svoj neizbrisen pečat. Desno od vhodnih vrat je vzidan rimski nagrobnik s podobo zakoncev v medaljonu, ki ga je dal sem pripeljati iz bližnjega Vranja Johann Händl pl. Rebenburg, na čigar slovitem parku in vrtovih pa je žal pustilo sledi predvsem več desetletno zanemarjanje. Nekaj trt, ki jih je dal zasaditi na južnem pobočju grajskega hriba, se je ohranilo do sedemdesetih let dvajsetega stoletja, vendar so bile tedaj povsem zaraščene z grmovjem in dračjem, dostop do njih pa so oteževale tudi številne kače. Danes jih ni več, park pa je zelo opustošen. Trenutno je najznamenitejše drevo v parku lejlandska pacipresa, v njem pa najdemo še dve veliki platani, visoko sekvojo, rdečelistno bukev, beli gaber, jesen, divji kostanj in hrast. Že od davnega leta 1966 je pripravljen zelo ambiciozen načrt za obnovo parka na osnovi franciscejskega katastra iz leta 1825, a realizacija žal napreduje zelo počasi. V letu 2005 je bilo očiščeno južno pobočje grajskega hriba, na terasah, ki jih je dal nekoč urediti pl. Rebenburg, pa je bilo zasajeno sadno drevje.
Tudi znotraj samega gradu ne manjka sledi, ki so jih za seboj pustila minula stoletja. Srce gradu je gosposko drugo nadstropje južnega krila, ki ga krasi čudovita neorenesančna oprema (opaži, ključavnice, tapiserija …), ki v glavnem izhaja iz 19. stoletja. Tu sta danes konferenčna in poročna dvorana. Drugo nadstropje jugovzhodnega stolpa pa krasijo že omenjene restavrirane baročne freske. Pomemben pomnik preteklosti je tudi renesančno-baročna grajska kapela, ki je v prvem nadstropju jugozahodnega stolpa in je bila v letu 2005 obnovljena, ohranjen je tudi oltar svetega Jurija iz leta 1637. V preostalih grajskih prostorih pa so danes našli svoje mesto: baročni salon, zbirka o Ajdovskem gradcu z maketo in replikami najdenih predmetov, zbirka o zgodovini gradu, šolska zbirka s staro učilnico, gasilska zbirka, zbirka o izgnancih, galerija krasilne umetnosti Ivana Razborška, zbirka Ogled avtorja Rudija Stoparja, Mosconova in stara galerija za občasne razstave, Grajsko lutkovno gledališče, Grajska vinoteka, kavarna in dvorana Alberta Felicijana.
Lutrovska klet je dobila v letu 2004 prenovljeno fasado in streho, medtem ko renesančno oblikovani stražni stolpič ob njej na prenovo še čaka. Zaradi izvrstne akustičnosti Lutrovske kleti se tu redno odvijajo različni koncerti in druge prireditve. Grad Sevnica in Lutrovska klet tako zadnje čase opravljata predvsem kulturno in reprezentančno funkcijo ter postajata največja znamenitost Sevnice.
Proti koncu leta 2006 so se na gradu pričela obnovitvena dela zunanjosti, najprej na vzhodnem traktu, nadaljevala pa so se proti severnem in zahodnem. Vzhodni del je pri tem izgubil umetelno oblikovan lesen balkonček iz 19. stoletja. Pri obnovitvenih delih so odkrili steno bergfrida - najstarejšega dela stavbe, ki je danes vkomponiran na sredini severnega trakta. Njegova stranica je merila 10 metrov in je datirana v 9. stoletje. Odslej je po zaslugi obnove bolj vidna in poudarjena. Na zahodni strani sta bili odkriti dve gotski okni, na južnem delu prvotni portal vhoda, na vseh štirih stolpih pa renesančne strelne line.
Ob vhodu v grad je bil odstranjen kamen, prinesen iz Ajdovskega gradca, le-temu pa je prostor poslej namenjen v grajski zbirki - lapidariju najdb iz Ajdovskega gradca. Nad vhodom v grad je danes še bolj vidna grbovna plošča Mosconov in Aichelburgov. 
Celotna fasada je pobarvana z belo barvo, ki ustreza apneni, s kakršno so v preteklost barvali zidove. Na stolpih so lepo obnovljene obzidane kamnite fasade, ki segajo do prvega, ponekod pa drugega nadstropja. Obnovitvena dela je nadzoroval Zavod za varstvo kulturne dediščine Slovenije. Dela so bila zaključena v začetku marca 2007.
V aprilu 2007 je prišlo do izvedbe 7 let stare ideje o ponovni zasaditvi grajskega vinograda na terasah. Enolog Zdravko Mastnak je pred leti predlagal sevniškemu županu Kristijanu Jancu ureditev vinograda kot turistično zanimivost. Tako so Mastnak kot grajski kletar, Petra Pozderc, direktorica Zavoda za turizem, kulturo in šport ter Tine Dolinšek kot oskrbnik vinograda zasadili prve od predvidenih 500 trt modre frankinje. 11. maja o posadili še mladiko najstarejše trte na svetu z mariborskega Lenta, ki jo je Sevnici podaril Franc Kangler.
V zadnjih letih so bila na gradu in njegovi okolici opravljena številna prenovitvena dela.

## Galerija slik
- Pogled od zahoda
- Pogled z gradu na reko Savo in mesto
- Detajl s poti v park